# Manuel Salinas González
Manuel Salinas González de Matalinares (Santiago, 12 de junio de 1855-ibíd, 1917) fue un abogado y político liberal chileno. Se desempeñó como ministro de Estado —en las carteras de Hacienda y de Relaciones Exteriores— durante el gobierno del presidente Federico Errázuriz Echaurren. Asimismo, ejerció como diputado por los departamentos de Tarapacá y Pisagua, y como senador, en representación de la antigua provincia de Cautín entre 1900 y 1903.

## Familia y estudios
Nació en Santiago el 12 de junio de 1855, hijo de Pedro Salinas Reyes y Mercedes Matalinares.
Realizó sus estudios primarios en el Colegio de los Padres Franceses y luego en el Instituto Nacional, donde terminó las humanidades; se recibió de bachiller y pasó a cursar los superiores en la carrera de derecho en la Universidad de Chile, obteniendo el título de abogado el 8 de enero de 1879.
Paralelamente, en 1877 escribió un estudio legal sobre la inconveniencia de la falta de rigor de los jueces y las autoridades en los juicios criminales. En ese contexto, el bandolerismo había recrudecido en forma alarmante y la opinión pública culpaba de esta desmoralización al Consejo de Estado y al presidente de la República por el abuso que hacían de la facultad de indultar.
Contrajo matrimonio con María Teresa Fuenzalida Guzmán (hermanastra del monseñor Gilberto Fuenzalida Guzmán) con quien tuvo seis hijos: Manuel, diplomático; Pedro; Osvaldo; monseñor Augusto Salinas (SS.CC.); María Teresa, casada con el diplomático argentino René Luna; y Raquel, casada con Alfredo Echazarreta. Ya viudo, se casó con María Lamas, con quien tuvo un hijo, Jorge.

## Trayectoria política
En 1882 inició su carrera política como secretario de la Intendencia de Talca; fue apreciada su labor y reconocidos sus dotes como funcionario público y fue ascendido. Tres años después, en 1885, fue llevado a desempeñar el cargo de intendente de la provincia de Chiloé y en 1887, el gobierno del presidente José Manuel Balmaceda lo trasladó con igual cargo a la provincia de Atacama.
A mediados de 1889 fue nombrado como delegado fiscal de salitreras y a fines de 1890, intendente de Tarapacá, en cuyo puesto lo encontró la guerra civil de 1891; leal al mandatario que lo había llevado a ese cargo, fue relevado del puesto por los jefes de la revolución al tomar posesión de la ciudad de Iquique. Después de ser detenido por las autoridades revolucionarias y tenido como prisionero político en uno de los buques de la Armada, manteniéndose leal al gobierno del presidente Balmaceda, fue alejado de la provincia por los partidarios de la revolución.
Durante la guerra civil de 1891, fue agente confidencial del presidente Balmaceda ante el gobierno de Francia. Desde esa época sirvió el puesto de secretario del directorio general del Partido Liberal Democrático (PLD), contribuyendo a la creación de esa colectividad política. Finalizada la guerra civil, dejó de servir a la administración pública y vivió dedicado al ejercicio de su profesión.
En las elecciones parlamentarias de 1894, fue electo como diputado por Tarapacá y Pisagua, por el período 1894-1897. Integró la Comisión Permanente de Hacienda e Industria.
Luego, en las parlamentarias de 1897, obtuvo su reelección como diputado por la misma agrupación, por el período 1897-1900. Sin embargo, el 24 de julio de 1897, renunció al cargo, tras haber sido nombrado ministro plenipotenciario de Chile en Bolivia. El 14 de octubre de ese año, se incorporó en su reemplazo, Carlos Toribio Robinet Lambarri.
Posteriormente, en septiembre de 1899 fue nombrado como ministro de Hacienda, por el presidente Federico Errázuriz Echaurren. De la misma manera, a fines de 1900 fue nombrado como ministro de Relaciones Exteriores y en 1906, consejero de Estado.
En las elecciones parlamentarias de 1900, fue elegido nuevamente como diputado por Tarapacá y Pisagua. Fue diputado reemplazante en la Comisión Permanente de Constitución, Legislación y Justicia; y diputado reemplazante en la Comisión Permanente de Relaciones Exteriores. Como miembro de la Cámara, tomó con frecuencia participación en importantes debates.
Una década después, en las elecciones parlamentarias de 1912, fue electo como senador por Cautín, por el período 1912-1918, integrando la Comisión Permanente de Hacienda, de la que fue presidente durante los primeros años.
Murió en 1917, cuando aún faltaban unos meses para terminar su período constitucional en el Senado.